# Mistrovství světa v ledním hokeji do 18 let 2001
Mistrovství světa v ledním hokeji do 18 let 2001 se konalo ve městech Heinola, Helsinki a Lahti ve Finsku. Probíhalo mezi 12. a 22. dubem 2000. Mistrovství světa se hrálo na stadionech Lahden Jäähalli v Lahti, Heinolan Jäähall v Heinole a Helsinki Ice Hall v Helsinkách. Rusko porazilo ve finále Švýcarsko 6:2, tím pádem získalo zlatou medaili, zatímco Finsko porazilo v zápase o bronz Česko 2:1 a dokázalo získat bronzovou medaili.
Vzhledem k přijetí týmu  Kanada do elitní skupiny od příštího ročníku byla poslední  Ukrajina ušetřena sestupu, aby příští ročník neměl lichý počet účastníků.

## Elitní skupina

### Základní skupiny

#### Skupina A
| Tým          | Z | V | P | R | GV | GI | B |
| ------------ | - | - | - | - | -- | -- | - |
| 1. Finsko    | 4 | 4 | 0 | 0 | 17 | 3  | 8 |
| 2. USA       | 4 | 3 | 1 | 0 | 23 | 7  | 6 |
| 3. Švýcarsko | 4 | 2 | 2 | 0 | 12 | 10 | 4 |
| 4. Slovensko | 4 | 1 | 3 | 0 | 14 | 15 | 2 |
| 5. Ukrajina  | 4 | 0 | 4 | 0 | 3  | 34 | 0 |

| 12. dubna 2001 | Ukrajina | 2–6 | Švýcarsko | Lahden Jäähalli, Lahti Návštěvnost: 312 |  |

| 12. dubna 2001 | Slovensko | 0–3 | Finsko | Lahden Jäähalli, Lahti Návštěvnost: 846 |  |

| 13. dubna 2001 | USA | 11–0 | Ukrajina | Lahden Jäähalli, Lahti Návštěvnost: 397 |  |

| 14. dubna 2001 | Švýcarsko | 5–2 | Slovensko | Lahden Jäähalli, Lahti Návštěvnost: 634 |  |

| 14. dubna 2001 | Finsko | 4–3 | USA | Lahden Jäähalli, Lahti Návštěvnost: 2,012 |  |

| 15. dubna 2001 | Ukrajina | 0–7 | Finsko | Lahden Jäähalli, Lahti Návštěvnost: 1,316 |  |

| 16. dubna 2001 | Švýcarsko | 1–3 | USA | Lahden Jäähalli, Lahti Návštěvnost: 338 |  |

| 16. dubna 2001 | Slovensko | 10–1 | Ukrajina | Lahden Jäähalli, Lahti Návštěvnost: 300 |  |

| 17. dubna 2001 | USA | 6–2 | Slovensko | Lahden Jäähalli, Lahti Návštěvnost: 300 |  |

| 17. dubna 2001 | Finsko | 3–0 | Švýcarsko | Lahden Jäähalli, Lahti Návštěvnost: 2,037 |  |

#### Skupina B
| Tým        | Z | V | P | R | GV | GI | B |
| ---------- | - | - | - | - | -- | -- | - |
| 1. Rusko   | 4 | 3 | 1 | 0 | 29 | 11 | 6 |
| 2. Německo | 4 | 2 | 1 | 1 | 10 | 12 | 5 |
| 3. Česko   | 4 | 2 | 2 | 0 | 13 | 14 | 4 |
| 4. Švédsko | 4 | 2 | 2 | 0 | 10 | 10 | 4 |
| 5. Norsko  | 4 | 0 | 3 | 1 | 8  | 23 | 1 |

| 12. dubna 2001 | Česko | 3–8 | Rusko | Heinolan Jäähalli, Heinola Návštěvnost: 613 |  |

| 12. dubna 2001 | Norsko | 3–4 | Švédsko | Heinolan Jäähalli, Heinola Návštěvnost: 498 |  |

| 13. dubna 2001 | Německo | 2–2 | Norsko | Heinolan Jäähalli, Heinola Návštěvnost: 616 |  |

| 14. dubna 2001 | Švédsko | 1–2 | Česko | Heinolan Jäähalli, Heinola Návštěvnost: 537 |  |

| 14. dubna 2001 | Rusko | 8–3 | Německo | Heinolan Jäähalli, Heinola Návštěvnost: 416 |  |

| 15. dubna 2001 | Norsko | 1–10 | Rusko | Heinolan Jäähalli, Heinola Návštěvnost: 550 |  |

| 16. dubna 2001 | Švédsko | 1–2 | Německo | Heinolan Jäähalli, Heinola Návštěvnost: 540 |  |

| 16. dubna 2001 | Česko | 7–2 | Norsko | Heinolan Jäähalli, Heinola Návštěvnost: 570 |  |

| 17. dubna 2001 | Rusko | 3–4 | Švédsko | Heinolan Jäähalli, Heinola Návštěvnost: 640 |  |

| 17. dubna 2001 | Německo | 3–1 | Česko | Heinolan Jäähalli, Heinola Návštěvnost: 525 |  |

### Skupina o 7. až 10. místo
| Tým          | Z | V | P | R | GV | GI | B |
| ------------ | - | - | - | - | -- | -- | - |
| 7. Švédsko   | 3 | 3 | 0 | 0 | 18 | 8  | 6 |
| 8. Slovensko | 3 | 1 | 1 | 1 | 15 | 10 | 3 |
| 9. Norsko    | 3 | 1 | 1 | 1 | 12 | 10 | 3 |
| 10. Ukrajina | 3 | 0 | 3 | 0 | 7  | 24 | 0 |

| 19. dubna 2001 | Slovensko | 4–4 | Norsko | Heinolan Jäähalli, Heinola Návštěvnost: 340 |  |

| 19. dubna 2001 | Švédsko | 9–4 | Ukrajina | Heinolan Jäähalli, Heinola Návštěvnost: 410 |  |

| 20. dubna 2001 | Švédsko | 5–1 | Slovensko | Heinolan Jäähalli, Heinola Návštěvnost: 325 |  |

| 20. dubna 2001 | Norsko | 5–2 | Ukrajina | Heinolan Jäähalli, Heinola Návštěvnost: 300 |  |

- Nikdo nesestupoval.

### Play off

#### Čtvrtfinále
| 19. dubna 2001 | Německo | 1–7 | Švýcarsko | Lahden Jäähalli, Lahti Návštěvnost: 329 |  |

| 19. dubna 2001 | USA | 4–5 SN | Česko | Lahden Jäähalli, Lahti Návštěvnost: 519 |  |

#### Semifinále
| 20. dubna 2001 | Rusko | 8–3 | Česko | Helsinki Ice Hall, Helsinky Návštěvnost: 2,152 |  |

| 20. dubna 2001 | Švýcarsko | 4–2 | Finsko | Helsinki Ice Hall, Helsinky Návštěvnost: 2,811 |  |

#### O 5. místo
| 22. dubna 2001 | USA | 1–2 | Německo | Heinolan Jäähalli, Heinola Návštěvnost: 335 |  |

#### O bronz
| 22. dubna 2001 | Finsko | 2–1 | Česko | Helsinki Ice Hall, Helsinky |  |

#### Finále
| 22. dubna 2001 | Rusko | 6–2 | Švýcarsko | Helsinki Ice Hall, Helsinky Návštěvnost: 5,076 |  |

### Konečné pořadí
| Rk.              | Tým       |
| ---------------- | --------- |
| Zlatá medaile    | Rusko     |
| Stříbrná medaile | Švýcarsko |
| Bronzová medaile | Finsko    |
| 4.               | Česko     |
| 5.               | Německo   |
| 6.               | USA       |
| 7.               | Švédsko   |
| 8.               | Slovensko |
| 9.               | Norsko    |
| 10.              | Ukrajina  |

### Soupisky
| Rusko - Jevgenij Arťuchin, Anton Babčuk, Děnis Grebeškov, Igor Grigorenko, Alexandr Golovin, Alexej Kajgorodov, Jurij Ključnikov, Igor Kňasev, Kirill Kolcov, Vladimir Korsunov, Ilja Kovalčuk, Andrej Medveděv, Alexander Perešogin, Alexander Polušin, Timofej Šiškanov, Dmitrij Sjomin, Andrej Taratuchin, Arťom Ternavskij, Fjodor Tjutin, Jurij Trubačov, Stanislav Čistov, Viktor Učevatov · Trenér: Vladimir Pljuščev |

| Švýcarsko - Andres Ambühl, Patrik Bärtschi, Thomas Bäumle, Lukas Baumgartner, Severin Blindenbacher, Daniel Boss, Cyrill Bühler, Florian Conz, Jürg Dällenbach, Manuel Gossweiler, Marco Gruber, Andreas Küng, Romano Lemm, Daniel Manzato, Marcel Moser, Emanuel Peter, Tim Ramholt, Raffaele Sannitz, Filippo Schenker, Beat Schiess-Forster, Stefan Schnyder, Tobias Stephan, Luca Triulzi · Trenér: Charly Oppliger |

| Finsko - Juuso Akkanen, Sean Bergenheim, Juha Fagerstedt, Topi Jaakola, Teemu Jääskeläinen, Tommi Jäminki, Jussi Jokinen, Henrik Juntunen, Max Kenig, Juha-Pekka Ketola, Mikko Koivu, Kari Lehtonen, Mikko Mäenpää, Tomi Mäki, Antti-Jussi Miettinen, Tomi Mustonen, Tuomas Nissinen, Joni Purola, Tomi Sykkö, Matti Tähkäpää, Jussi Timonen, Iikka Törnvall · Trenér: Pekka Hämäläinen |

## 1. divize
Turnaj se odehrál v Rize a Liepāji v Lotyšsku.

### Základní skupiny

#### Skupina A
| Tým              | Z | V | P | R | GV | GI | B |
| ---------------- | - | - | - | - | -- | -- | - |
| 1. Bělorusko     | 3 | 3 | 0 | 0 | 23 | 8  | 6 |
| 2. Japonsko      | 3 | 2 | 1 | 0 | 17 | 7  | 4 |
| 3. Dánsko        | 3 | 1 | 2 | 0 | 12 | 19 | 2 |
| 4. Severní Korea | 3 | 0 | 3 | 0 | 7  | 25 | 0 |

#### Skupina B
| Tým           | Z | V | P | R | GV | GI | B |
| ------------- | - | - | - | - | -- | -- | - |
| 1. Rakousko   | 3 | 2 | 0 | 1 | 10 | 5  | 5 |
| 2. Lotyšsko   | 3 | 1 | 1 | 1 | 13 | 9  | 3 |
| 3. Kazachstán | 3 | 1 | 1 | 1 | 12 | 10 | 3 |
| 4. Itálie     | 3 | 0 | 2 | 1 | 3  | 14 | 1 |

### Finálová část

#### O postup
| Tým          | Z | V | P | R | GV | GI | B |
| ------------ | - | - | - | - | -- | -- | - |
| 1. Bělorusko | 3 | 2 | 0 | 1 | 14 | 9  | 5 |
| 2. Rakousko  | 3 | 1 | 0 | 2 | 10 | 7  | 4 |
| 3. Japonsko  | 3 | 1 | 1 | 1 | 10 | 8  | 3 |
| 4. Lotyšsko  | 3 | 0 | 3 | 0 | 5  | 15 | 0 |

 Bělorusko postoupilo do elitní skupiny na Mistrovství světa v ledním hokeji do 18 let 2002.

#### O 5. až 8. místo
| Tým              | Z | V | P | R | GV | GI | B |
| ---------------- | - | - | - | - | -- | -- | - |
| 5. Kazachstán    | 3 | 3 | 0 | 0 | 24 | 4  | 6 |
| 6. Itálie        | 3 | 2 | 1 | 0 | 11 | 12 | 4 |
| 7. Dánsko        | 3 | 1 | 2 | 0 | 12 | 18 | 2 |
| 8. Severní Korea | 3 | 0 | 3 | 0 | 9  | 22 | 0 |

- Vzhledem k rozšíření elitní skupiny na 12 týmů nikdo nesestupoval.

## 2. divize
Turnaj se odehrál v Elektrėnai a Kaunasu v Litvě.

### Základní skupiny

#### Skupina A
| Tým           | Z | V | P | R | GV | GI | B |
| ------------- | - | - | - | - | -- | -- | - |
| 1. Slovinsko  | 3 | 3 | 0 | 0 | 31 | 2  | 6 |
| 2. Polsko     | 3 | 2 | 1 | 0 | 24 | 11 | 4 |
| 3. Chorvatsko | 3 | 1 | 2 | 0 | 8  | 27 | 2 |
| 4. Maďarsko   | 3 | 0 | 3 | 0 | 7  | 30 | 0 |

#### Skupina B
| Tým               | Z | V | P | R | GV | GI | B |
| ----------------- | - | - | - | - | -- | -- | - |
| 1. Francie        | 3 | 2 | 0 | 1 | 21 | 4  | 5 |
| 2. Estonsko       | 3 | 2 | 0 | 1 | 16 | 8  | 5 |
| 3. Velká Británie | 3 | 1 | 2 | 0 | 10 | 18 | 2 |
| 4. Litva          | 3 | 0 | 3 | 0 | 5  | 22 | 0 |

### O umístění
|  | Francie | 2 - 5 | Slovinsko |  |  |

|  | Estonsko | 2 - 4 | Polsko |  |  |

|  | Velká Británie | 5 - 4 | Chorvatsko |  |  |

|  | Litva | 1 - 11 | Maďarsko |  |  |

 Slovinsko postoupilo do 1. divize, zatímco  Litva sestoupila do 3. divize na Mistrovství světa v ledním hokeji do 18 let 2002.

## 3. divize
Turnaj se odehrál v Sofii v Bulharsku.

### Základní skupiny

#### Skupina A
| Tým           | Z | V | P | R | GV | GI | B |
| ------------- | - | - | - | - | -- | -- | - |
| 1. Rumunsko   | 3 | 3 | 0 | 0 | 16 | 2  | 6 |
| 2. JAR        | 3 | 2 | 1 | 0 | 7  | 15 | 4 |
| 3. Belgie     | 3 | 1 | 2 | 0 | 8  | 9  | 2 |
| 4. Jugoslávie | 3 | 0 | 3 | 0 | 4  | 9  | 0 |

#### Skupina B
| Tým           | Z | V | P | R | GV | GI | B |
| ------------- | - | - | - | - | -- | -- | - |
| 1. Nizozemsko | 3 | 3 | 0 | 0 | 35 | 3  | 6 |
| 2. Španělsko  | 3 | 2 | 1 | 0 | 19 | 16 | 4 |
| 3. Bulharsko  | 3 | 1 | 2 | 0 | 5  | 27 | 2 |
| 4. Izrael     | 3 | 0 | 3 | 0 | 5  | 18 | 0 |

### O umístění
|  | Nizozemsko | 4 - 3 | Rumunsko |  |  |

|  | Španělsko | 8 - 1 | JAR |  |  |

|  | Bulharsko | 3 - 11 | Belgie |  |  |

|  | Jugoslávie | 7 - 6 SN | Izrael |  |  |

Týmy  Nizozemsko a  Rumunsko postoupily do 2. divize na Mistrovství světa v ledním hokeji do 18 let 2002.

## Kvalifikace o 3. divizi 2002
|  | Turecko | 5 - 4 | Island | Kockelscheuer (Lucembursko) |  |

 Turecko postoupilo do 3. divize na Mistrovství světa v ledním hokeji do 18 let 2002.

## Asie
Turnaje obou divizí se odehrál v Soulu v Jižní Koreji.

### Divize 1
| Tým            | Z | V | R | P | GV | GI | B |
| -------------- | - | - | - | - | -- | -- | - |
| 1. Jižní Korea | 3 | 3 | 0 | 0 | 39 | 4  | 6 |
| 2. Čína        | 3 | 1 | 1 | 1 | 26 | 8  | 4 |
| 3. Austrálie   | 3 | 1 | 1 | 1 | 11 | 16 | 4 |
| 4. Nový Zéland | 3 | 0 | 0 | 3 | 4  | 52 | 0 |

 Jižní Korea postoupila do 3. divize na Mistrovství světa v ledním hokeji do 18 let 2002.

### Divize 2
| Tým          | Z | V | R | P | GV | GI | B |
| ------------ | - | - | - | - | -- | -- | - |
| 1. Mongolsko | 3 | 2 | 0 | 0 | 22 | 4  | 4 |
| 2. Tchaj-wan | 3 | 1 | 0 | 1 | 6  | 11 | 2 |
| 3. Thajsko   | 3 | 0 | 0 | 2 | 2  | 15 | 0 |

Vzhledem k rozšíření asijské první divize na 6 týmů všechny týmy postoupily.